# Горбулин, Владимир Павлович
Влади́мир Па́влович Горбу́лин (укр. Володимир Павлович Горбулін; род. 17 января 1939, Запорожье) — советский и украинский политик, учёный, государственный деятель. Доктор технических наук (1994), профессор (1995), академик (с 1997) и вице-президент (с 2015) Национальной академии наук Украины. Секретарь Совета национальной безопасности и обороны Украины (1994—1999, и. о. в 2006), советник нескольких Президентов Украины, директор Национального института стратегических исследований (2015—2018). Лауреат Государственной премии СССР в сфере науки и техники (1990), Государственной премии Украины в области науки и техники (2002), Герой Украины (2021).

## Биография
Окончил физико-технический факультет Днепропетровского университета (1962), инженер-механик по специальности «летательные аппараты».
В 1962—1977 годах работал в КБ «Южное» (Днепропетровск), непосредственный участник разработки стратегических ракетных систем и космических аппаратов серии «Космос».
С 1977 по 1990 год работал в аппарате ЦК Компартии Украины, с 1980 года — заведующий сектором ракетно-технической и авиационной техники. Принимал участие в организации и координации работ по всем программам создания советской ракетно-космической и авиационной техники.
В 1990—1992 заведовал подотделом оборонного комплекса, связи и машиностроения Кабинета министров Украины.
В 1992—1994 — генеральный директор Национального космического агентства Украины. Руководитель разработки и непосредственный участник создания и воплощения первой Национальной космической программы Украины (1992—1994). Член Международной академии астронавтики.
В 1994—1999 — секретарь Совета национальной безопасности при Президенте Украины, советник президента Украины по вопросам национальной безопасности. Один из авторов Концепции национальной безопасности и обороны Украины, Государственной программы строительства и развития Вооружённых сил Украины и других ведущих документов по стратегии строительства и развития украинского государства.
В 1999—2000 — советник президента Украины.
В 2000—2002 — глава Государственной комиссии по вопросам оборонно-промышленного комплекса Украины. Руководитель и участник разработки Государственной программы развития вооружения и военной техники и Концепции структурной перестройки оборонно-промышленного комплекса Украины. С декабря 2002 года — помощник президента Украины по вопросам национальной безопасности.
С ноября 2000 года — член президиума Комитета по Государственным премиям Украины в области науки и техники.
С ноября 2000 по декабрь 2002 года — заместитель председателя Правительственного комитета по вопросам обороны, оборонно-промышленного комплекса и правоохранительной деятельности.
В 2000—2001 годах возглавлял Межведомственную комиссию по вопросам урегулирования политического конфликта в приднестровском регионе республики Молдова.
В 2003 году в соответствии с указом президента Украины создал Национальный центр по вопросам евроатлантической интеграции Украины, работу которого возглавляет на общественных началах.
С марта 2003 по январь 2005 года — заместитель председателя Государственной комиссии по вопросам реформирования и развития Вооружённых сил Украины, непосредственный участник разработки Стратегического оборонного бюллетеня Украины на период до 2015 года, закона «Об основах национальной безопасности Украины» (июнь 2003) и Военной доктрины Украины (июнь 2004).
В 2003—2005 — организатор и директор на общественных началах Института проблем национальной безопасности и обороны Украины.
С 24 мая по 10 октября 2006 года — временно исполняющий обязанности секретаря СНБО Украины, после — советник Президента Украины.
С декабря 2009 года — глава и один из основателей Совета по внешней политике и политике безопасности Украины
С 19 апреля 2014 года — внештатный советник и. о. президента Украины Александра Турчинова
С 26 июня по 5 августа 2014 года — советник президента Украины Петра Порошенко. Затем указом президента назначен директором Национального института стратегических исследований (по совместительству советник Президента Украины).
С 9 апреля 2015 года — внештатный советник президента Украины.
С апреля 2015 года — вице-президент Национальной академии наук Украины, директор Национального института стратегических исследований (2014—2018).
В мае 2015 года президент П. Порошенко делегировал Владимира Горбулина представлять Украину в трёхсторонней контактной группе по урегулированию конфликта на Донбассе.
Член Наблюдательного совета Государственного концерна «Укроборонпром» (с 19 июня 2020).

### Научная деятельность
Научные исследования касаются проблем оптимизации процессов проектирования, разработки и испытания ракетно-космических систем, а также обеспечения национальной безопасности государства в архитектуре коллективной безопасности и обороны. Внёс значительный вклад в определение научно-методологических основ системы национальной безопасности Украины и в создание правовых основ развития её оборонительной составляющей. Был первым главным редактором научно-практического журнала «Стратегическая панорама».

## Общественно-политическая позиция
Регулярно выступает с программными аналитическими статьями, посвящёнными перспективам военного, политического и экономического развития Украины. В 2015—2016 годах опубликовал резонансные статьи «Пять сценариев для украино-российских отношений» и «Есть ли жизнь после Минска?», рассматривающие возможные варианты поведения Украины в отношении ДНР, ЛНР и Крыма — от полного отказа от этих территорий до их силового возврата под украинский суверенитет.

## Отличия и награды
- Лауреат премии имени М. К. Янгеля (1988), Государственной премии СССР в сфере науки и техники (1990), Государственной премии Украины в области науки и техники (2002)[21].
- Награждён орденами Трудового Красного Знамени (1976, 1982), медалями.
- Полный кавалер Ордена князя Ярослава Мудрого: V степени (1997), IV степени (2004), III степени (2009), II степени (2017), I степени (2019)
- Кавалер Большого Командорского креста ордена Великого князя Литовского Гядиминаса (1996, Литва)[22].
- Великий офицер ордена Заслуг (16 апреля 1998 года, Португалия)[23].
- Заслуженный машиностроитель Украины (1994).
- Награждён Почётной грамотой Верховной Рады Украины (январь 2004).
- Медаль 25 лет независимости Украины (2016)[24].
- Медаль Вернадского (2022).

## Публикации
- Михайло Кузьмич Янгель. К., 1979 (співавт.);
- Зоряне тяжіння: Діалоги про космонавтику. К., 1990 (співавт.);
- На захист національних інтересів // ПЧ. 1995. № 2;
- Земні шляхи і зоряні орбіти: Штрихи до портрета Леоніда Кучми. К., 1998;
- Взаємовідносини України — НАТО в контексті євроатлантичних інтеграційних процесів // Нац. безпека і оборона. 2003. № 7;
- Щодо стратегії національної безпеки України // ПЧ. 2004. № 9.

## Газетные публикации
- Украинский фронт «Четвёртой мировой войны»
- «Космическая стратегия: не имеешь своей — становишься частью чужой». Зеркало недели, 26 февраля 2010
- «Республика Украина: задачи для нового президента», В. П. Горбулин, Газета «Дело» № 991, (19) за 11 февраля 2010
- «Украине нужна новая промышленная политика, которая бы отвечала национальным интересам», В. П. Горбулин, «Зеркало недели», 22 января 2010
- «Вызовы для нового президента», В. П. Горбулин, «Украинская правда», 29 декабря 2009
- «Европейская безопасность: возможный путь ослабить вызовы и угрозы», Горбулин В. П., Литвиненко А. В., «Зеркало недели», 13 ноября 2009
- «Большой сосед определился. Что Украине делать дальше?», В. Горбулин, А. Литвиненко, «Зеркало недели», № 35 (763), 19—25 сентября 2009
- «Украинская политика национальной безопасности Украины: актуальные вызовы — адекватные ответы», В. Горбулин, А. Литвиненко, «Зеркало недели», № 11 (739), 28 марта — 4 апреля 2009